# Michel Hardy
 (janvier 2020).
Si vous disposez d'ouvrages ou d'articles de référence ou si vous connaissez des sites web de qualité traitant du thème abordé ici, merci de compléter l'article en donnant les références utiles à sa vérifiabilité et en les liant à la section « Notes et références ».
Michel Hardy, né à Dieppe le 23 septembre 1840, et mort au hameau de La Brunie, à Coux-et-Bigaroque le 6 mai 1893, est un bibliothécaire, archiviste, archéologue et conservateur de musée français. Il a notamment été conservateur du musée d'art et d'archéologie du Périgord et président de la Société historique et archéologique du Périgord.

## Biographie
Michel Hardy est le fils de Jacques-Josse Hardy (1798-1863), armateur à Dieppe, et de Marie Madeleine Catherine Morin. Il a fait ses études au collège de Dieppe.
Bien qu'il souhaitât s'orienter vers l'étude des sciences naturelles. Dès 1860, il a fait connaître des sites paléolithiques autour de Dieppe où il a travaillé avec l'abbé Cochet,, mais son père a exigé qu'il entre dans l'administration des tabacs. Il a réussi le concours pour être admis dans la nouvelle école supérieure des tabacs et a continué après le décès de son père. À la sortie de l'école, il est nommé vérificateur des tabacs en Alsace, puis dans le département de la Dordogne. À cette époque il a écrit des textes sur les améliorations à faire dans la culture du tabac.
En août 1869, un oncle bibliothécaire-archiviste de la ville de Dieppe de 1869 à 1875, Arsène Morin, lui a demandé de quitter l'administration des tabacs pour le rejoindre comme adjoint, bibliothécaire-archiviste attaché à la bibliothèque et au musée de Dieppe qui comprenait des collections constituées principalement par son père. En 1875, il est entré en conflit avec la municipalité et a démissionné. À cette date il est nommé correspondant du Ministère de l'Instruction publique pour les travaux historiques.
En 1879, Édouard Leymarie, maire de Périgueux, demande à la Société historique et archéologique du Périgord de le conseiller pour le choix d'un archiviste pour mettre de l'ordre dans les archives de la ville. Le nom de Michel Hardy est alors proposé. Édouard Leymarie le nomme archiviste municipal le 25 août 1879.
En 1880, en dehors de ses activités d'archiviste, il s'occupe de l'organisation d'une exposition des beaux-arts sur le haut de la place Francheville.
Il présente le premier manuscrit inventoriant les archives municipales le 11 avril 1880. D'autres suivront au rythme de deux ou trois par an, permettant de faire connaître des faits jusque-là inconnus comme la mission de Jeanne d'Arc, prêché à Périgueux en 1429 par le dominicain Hélie Bodant. La série sur les comptes de la municipalité permet connaître de nombreux documents sur les lépreux, sur l'origine de l'artillerie, sur le séjour de Bertrand du Guesclin à Périgueux. Une autre série de documents l'a occupé de 1884 à 1889 concerne les droits de la juridiction des maires et consuls, les actes de la justice consulaire, les contestations de la ville avec les comtes de Périgord, la Cité, les évêques de Périgueux, le chapitre de Saint-Front, l'affaire des francs-fiefs. Le dernier fascicule manuscrit est envoyé en décembre 1890 au Ministère de l'Instruction publique.
En 1881, l'administration municipale le nomme bibliothécaire adjoint de la ville, mais il n'a pas entrepris de rédiger le catalogue de la bibliothèque publique avant d'avoir terminé l'inventaire analytique des archives municipales.
À la mort d'Édouard Galy, en 1887, il est nommé conservateur du musée archéologique du département de la Dordogne et élu président de la Société historique et archéologique du Périgord. Au musée, il entreprend aussitôt le classement des diverses collections en commençant par la préhistoire pour laquelle il avait le plus de compétence. Il a enrichi la collection par des acquisitions. Élève en archéologie de l'abbé Cochet, il savait parfaitement fouiller un abri sous roche.
Il est élu, le 17 mars 1875, correspondant de la Société nationale des antiquaires de France. Il est correspondant du Comité des travaux historiques et scientifiques (1873-1892).
En octobre 1888, avec Maurice Féaux, il a fouillé la grotte de Raymonden, près de Chancelade, où il a découvert le squelette d'un homme, l'homme de Chancelade et une plaquette d'os représentant une tête de bison ou d'ovibos.
Il est emporté par une pneumonie le 6 mai 1893.
Sa fille a donné au Musée d'art et d'archéologie une partie de la collection archéologique qu'il avait réunie.

## Distinction
- Officier de l'Instruction publique (31 mai 1890 ; officier d'Académie, 27 avril 1878[7]).

## Publications
- Découverte d'une station romaine à Mers, imprimerie d'Émile Delevoye, Dieppe, 1871
- Jean Ribaut, navigateur dieppois, imprimerie d'Émile Delevoye, Dieppe, 1872
- Histoire véritable de l'embrasement d'un vaisseau arrivé en rade de Dieppe, le 26 octobre 1649 précédée d'une notice de Michel Hardy, imprimerie de Henry Boissel, Rouen, 1872 (lire en ligne)
- Note sur une tête de lance en silex trouvée dans le diluvium, à Caudecôte, imprimerie d'Émile Delevoye, Dieppe, 1872
- Découverte d'une station de l'âge néolithique à Bernouville, imprimerie d'Émile Delevoye, Dieppe, 1873
- Les Cachettes monétaires du IIIe siècle dans la Seine-Inférieure, imprimerie d'Émile Delevoye, Dieppe, 1873
- La Vie de saint Vaneng, H. Marinier, Fécamp, 1873
- Notice sur M. P.-J. Feret, archéologue et chroniqueur dieppois, imprimerie d'Émile Delevoye, Dieppe, 1873 (lire en ligne)
- Notice sur David Asseline : chroniqueur dieppois, 1619-1703, imprimerie d'Émile Delevoye, Dieppe, 1874 (lire en ligne)
- Les Scandinaves dans l'Amérique du Nord au Xe siècle, imprimerie d'Émile Delevoye, Dieppe, 1874
- Nouvelles recherches sur la cité de Limes, imprimerie E. Cagniard, Rouen, 1875
- Notice biographique sur M. l'abbé Cochet accompagnée de la nomenclature complète de ses ouvrages, Ch. Métérie libraire-éditeur, Rouen, 1875  (lire en ligne)
- Note sur une station magdalénienne découverte au lieu dit Chez-Pigeassou, imprimerie Dupont, Périgueux, 1877
- Écornebœuf et les origines préhistoriques de Périgueux, Cassard frères, Périgueux, 1877
- Histoire prodigieuse d'une invasion d'oiseaux ravageurs en Normandie & pays du Maine, en 1618 précédée d'une notice par Michel Hardy, imprimerie de Espérance Gagniard, Rouen, 1879 (lire en ligne)
- Le Cimetière franc d'Eu (Seine-Inférieure) et la tombe d'un monétaire, Ch. Métérie libraire, Rouen, 1884
- Députation des villes du Périgord pour le procès des Templiers, imprimerie de la Dordogne, Périgueux, 1890 (lire en ligne)
- La station quaternaire de Raymonden à Chancelade (Dordogne) et la sépulture d'un chasseur de rennes, Esnest Leroux éditeur, Paris, 1891 (lire en ligne)
- Inventaire sommaire des archives communales antérieures à 1790. Ville de Périgueux, imprimerie R. Delage et D. Joucla , Périgueux, 1894
- Périgueux - Imprimeurs et libraires (manuscrit) Archives départementales de la Dordogne : Bibliothèque numérique du Périgord

### Bulletin de la Société historique et archéologique du Périgord
- « Notes sur Mgr Daniel de Francheville, évêque de Périgueux et abbé de Tréport », 1876, tome 3, p. 244-248 (lire en ligne)
- « Note sur une station magdalénienne découverte à Chez-Pigeassou », 1877, tome 4, p. 402-405 (lire en ligne)
- « Silex taillés de l'âge du Mammouth dans le sous-sol de Périgueux », 1878, tome 5, p. 173-176 (lire en ligne)
- « La station préhistorique des Roches, commune de Sergeac », 1880, tome 7, p. 110-113 (lire en ligne)
- « Compte rendu sur le livre Essai sur l'histoire ethnologique des races préhistoriques de la France, par Jean Laumonier », 1880, tome 7, p. 350-352 (lire en ligne)
- « Archéologie préhistorique », 1880, tome 7, p. 416-421 (lire en ligne)
- « Les maîtres pintiers de Périgueux et leurs marques de fabrique en 1520 », 1881, tome 8, p. 158-159 (lire en ligne)
- « Explication de l'apparence de taille de certains silex tertiaires », 1881, tome 8, p. 402-406 (lire en ligne)
- « Rapport sur la grotte sépulcrale de Campniac », 1881, tome 8, p. 400,463-466 (lire en ligne)
- « Une promenade archéologique. La pierre du bénitier et le plateau du Chalard à Villac (Dordogne) », 1882, tome 9, p. 56-62 (lire en ligne)
- « Le camp-refuge à murailles vitrifiées de Castel-Sarrazi (Dordogne) », 1882, tome 9, p. 101-111 (lire en ligne)
- « Bibliographie - L'Inventaire des Archives de la Dordogne », 1882, tome 9, p. 607-608 (lire en ligne)
- « Bibliographie : La nécropole préhistorique de Nauthéry (Landes) », par le docteur Testut, 1883, tome 10, p. 217-218 (lire en ligne)
- « Le souterrain-refuge de la Croix-de-Boby, à Celles (Dordogne) », 1883, tome 10, p. 260-274 (lire en ligne)
- « Fouilles à la cathédrale de Saint-Front », 1883, tome 10, p. 348-350 (lire en ligne)
- « Rapport sur les fouilles faites à Castel-Sarrazi au mois de juin 1883 », 1883, tome 10, p. 477-484 (lire en ligne)
- « Bâton de commandement », 1883, tome 10, p. 578 (lire en ligne)
- « L'alignement des "Grosses pierres" dans la commune de Vanxains (Dordogne) », 1884, tome 11, p. 111-115 (lire en ligne)
- « Détresse des habitants de Périgueux, en 1527 », 1884, tome 11, p. 386-391 (lire en ligne)
- « Un cas d'extrême longévité en Périgord, en 1342 », 1885, tome 12, p. 53-54 (lire en ligne)
- « Rapport sur les découvertes archéologiques faites à Périgueux en 1884 », 1885, tome 12, p. 101-110 (lire en ligne)
- « Les fontaines de Périgueux au Moyen Âge et dans les temps modernes », 1885, tome 12, p. 327-357 (lire en ligne)
- « Rapport sur les découvertes archéologiques faites à la Cité de Périgueux en 1885 », 1886, tome 13, p. 95-110 (lire en ligne)
- « Deux cluseaux à Coutures » 1886, tome 13, p. 258 (lire en ligne)
- « Fouilles à Chamiers », 1886, tome 13, p. 258-260, 267-270, 433-435 (lire en ligne)
- « Note sur deux cluseaux de la commune de Coutures (Dordogne) », 1886, tome 13, p. 447-452 (lire en ligne)
- « La mission de Jeanne d'Arc prêchée à Périgueux en 1429 », 1887, tome 14, p. 50-55 (lire en ligne)
- « Le Mercure de la rue de la Cité, à Périgueux », 1887,tome 14, p. 99-103 (lire en ligne)
- « Nécrologie du docteur Galy », 1887, tome 14, p. 357-362 (lire en ligne)
- « Nomination d'un maître de psallette à Périgueux, en 1652 », 1888, tome 15, p. 115-117 (lire en ligne)
- « Le souterrain-refuge du Peyonent, à St-Astier (Dordogne) », 1888, tome 15, p. 298-302 (lire en ligne)
- « Quelques tombes du vieux cimetière de la Cité, à Périgneux », 1889, tome 16, p. 53-61 (lire en ligne)
- « Cheville gauloise en fer trouvée à Périgueux », 1889, tome 16, p. 109-111 (lire en ligne)
- « Gravures sur os de l'âge du renne, trouvées à Laugerie-Basse », 1889, tome 16, p. 185-188 (lire en ligne)
- « Philippe de Valois et la formule de chancellerie: "Car tel est notre plaisir" », 1889, tome 16, p. 277-279 (lire en ligne)
- « Protestations soulevées à Périgueux en 1767 par le déplacement des exécutions criminelles », 1889, tome 16, p. 408-411 (lire en ligne)
- « Nécrologie : M. l'abbé Riboulet », 1890, tome 17, p. 173-176 (lire en ligne)
- « Le miracle de Saint-Léon-sur-Vézère », 1890, tome 17, p. 253-260 (lire en ligne)
- « Inauguration de buste de M. le Dr Galy », 1890, tome 17, p. 375-384 (lire en ligne)
- « Un chemin boîné près de Périgueux, en 1329 », 1890, tome 17, p. 449-454 (lire en ligne)
- « La station quaternaire de Raymonden à Chancelade (Dordogne) et la sépulture d'un chasseur de rennes », 1891, tome 18, p. 65-89, 121-135, 195 (lire en ligne)
- « Bibliographie : Périgueux. Souvenirs historiques, biographiques et archéologiques, par M. l'abbé Théodore Pécout », 1891, tome 18, p. 92-94 (lire en ligne)
- « Restitution à Guy de Latour, seigneur de Chapdeuil, de la terre de Verteillac, saisie par le comte de Périgord (1358) », 1891, tome 18, p. 289-291 (lire en ligne)
- « Bibliographie : La Visitation à Périgueux avant 1789, étude historique par M. Charles Condaminas », 1891, tome 18, p. 470-474 (lire en ligne)
- « Projet d'union de la prévôté de Trémolat au collège de Guyenne, en 1738 », 1892, tome 19, p. 68-72 (lire en ligne)
- « Mosaïque romaine découverte à Périgueux en 1889 », 1892, tome 19, p. 166-178 (lire en ligne)
- « Députation des villes du Périgord pour le procès des Templiers », 1892, tome 19, p. 475-483 (lire en ligne)
- « La grotte des Ormes, à Javerlhac (Dordogne) », 1893, tome20, p. 58-64 (lire en ligne)
- « L'encombrement de la rue Salinière à Périgueux », 1893, tome 20, p. 303-308 (lire en ligne)

### Éditeur scientifique
- David Asseline, Les antiquitez et chroniques de la ville de Dieppe avec notes historiques de Michel Hardy, Guérillon et l'abbé Sauvage, A. Marais libraire/Maisonneuve et Cie libraires, Paris/Ch. Métérie libraire/Rouen, 1874, tome 1 (lire en ligne)
- David Asseline, Les antiquitez et chroniques de la ville de Dieppe avec notes historiques de Michel Hardy, Guérillon et l'abbé Sauvage, A. Marais libraire/Maisonneuve et Cie libraires, Paris/Ch. Métérie libraire/Rouen, 1874, tome 2 (lire en ligne)
- Michel Claude Guibert, Mémoires pour servir à l'histoire de la ville de Dieppe avec une introduction et des suppléments jusqu'à 1790 et des notes historiques de Michel Hardy, Renaux libraire, Leblanc libraire/Dieppe, Maisonneuve et Cie libraires, Paris/Ch. Métérie libraire, Rouen, 1878, tome 1 (lire en ligne)
- Michel Claude Guibert, Mémoires pour servir à l'histoire de la ville de Dieppe avec une introduction et des suppléments jusqu'à 1790 et des notes historiques de Michel Hardy, Renaux libraire, Leblanc libraire/Dieppe, Maisonneuve et Cie libraires, Paris/Ch. Métérie libraire, Rouen, 1878, tome 2 (lire en ligne)